# Cylindraustralia
Cylindraustralia is een geslacht van rechtvleugeligen uit de familie Cylindrachetidae. De wetenschappelijke naam van dit geslacht is voor het eerst geldig gepubliceerd in 1992 door Günther.

## Soorten
Het geslacht Cylindraustralia omvat de volgende soorten:
- Cylindraustralia acuta Günther, 1992
- Cylindraustralia arenivaga Tindale, 1928
- Cylindraustralia centricola Günther, 1992
- Cylindraustralia cookensis Günther, 1992
- Cylindraustralia divisa Günther, 1992
- Cylindraustralia granulata Günther, 1992
- Cylindraustralia karumbensis Günther, 1992
- Cylindraustralia kochii Saussure, 1877
- Cylindraustralia longaeva Tindale, 1928
- Cylindraustralia parakochia Günther, 1992
- Cylindraustralia parvitarsata Günther, 1992
- Cylindraustralia setosa Günther, 1992
- Cylindraustralia tindalei Günther, 1992
- Cylindraustralia ustulata Neboiss, 1962